# Wigardus à Winschooten
Wigardus à Winschooten (Amsterdam, c. 1639 - voor 11 april 1685) was een taalkundige uit de 17e eeuw. 
Wigardus à Winschooten (of van Winschoten) bezocht de Latijnse school in Amsterdam, waar op dat moment Adrianus Junius rector was. Deze bracht Winschooten de liefde voor de moedertaal bij. In 1659 schreef 'Wygardus a Winschoten Amstelodamensis' zich als student filosofie in aan de universiteit van Leiden, waar hij op 9 maart 1668 afstudeerde. Vervolgens werd hij onderwijzer klassieke talen aan de Latijnse school in Leiden. Op 22 mei 1670 ging hij in Amsterdam in ondertrouw met de 23-jarige Alida Pel. Ze kregen twee dochters en een zoon. Nadat zijn vrouw stierf hertrouwde hij op 10 december 1680 met Cornelia Verruit.
In de jaren 1670 kwam hij in het bezit van het werk Scheeps-bouw en bestier van Nicolaas Witsen. Het lezen van de lijst met scheepstermen inspireerde hem tot het schrijven van een verklarend woordenboek Seeman, behelsende een grondige uitlegging van de Neederlandse konst, en spreekwoorden, voor soo veel die uit de Seevaart sijn ontleend,... Het was het eerste woordenboek waarin de betekenis van spreekwoorden werd uitgelegd.  Het verscheen op het hoogtepunt van de Nederlandse zeevaart, en termen uit de scheepvaart drongen door tot de gewone taal. Winschooten beschreef de letterlijke en de figuurlijke betekenis van spreekwoorden in het Nederlands in een tijd dat  woordenboeken gewoonlijk vertalend waren. Hij stond ook stil bij folklore en ambachten, bij dialecten en groepstalen, bijvoorbeeld van vrouwen.
Van zijn hand is ook Letterkonst, sijnde het eerste deel van de Neederlandse Spraakkonst, dat de Nederlandse uitspraak van letters en lettercombinaties beschreef. 
Van Winschooten voorzag naast De Seeman, ook een werk over de Landman (boer) en over de Steeman (stedeling), en een Thesaurus Belgicae Linguae, maar door zijn vroege dood werden die werken niet gerealiseerd.